# Chicago Spurs 1967
Questa pagina raccoglie i dati riguardanti i Chicago Spurs nelle competizioni ufficiali della stagione 1967.

## Stagione
I Spurs ottennero il terzo posto della Western Division della NPSL, non qualificandosi per la finale della competizione, vinta poi dagli Oakland Clippers. Miglior marcatore ed assist-man fu Willy Roy con 17 reti messe a segno e cinque passaggi decisivi.
L'anno dopo il club venne trasferito a Kansas City ove divenne Kansas City Spurs.

## Organigramma societario
Area direttiva
- Proprietari: Michael Butler, Al Kaczmarek, William Cutler
- General Manager: Al Kaczmarek

Area tecnica
- Allenatore: Alan Rogers

## Rosa
| N. |                        | Ruolo | Calciatore            |
| -- | ---------------------- | ----- | --------------------- |
| 2  | Stati Uniti (bandiera) | A     | Willy Roy             |
| 3  | Stati Uniti (bandiera) | D     | Nick Krat             |
| 4  | Perù (bandiera)        | C     | Rolando Campos        |
| 4  | Grecia (bandiera)      | D     | Demetrius Plessas     |
| 5  | Austria (bandiera)     | P     | Klaus Griletz         |
| 6  | Jugoslavia (bandiera)  | D     | Miloš Grbić           |
| 7  | Grecia (bandiera)      | C     | Georgos Caragiannides |
| 8  | Irlanda (bandiera)     | D     | Joe Haverty           |
| 9  | Italia (bandiera)      | C     | Luigi De Robertis     |
| 10 | Germania (bandiera)    | C     | Gerd Ziemann          |
| 11 | Germania (bandiera)    | A     | Wolfgang Glock        |
| 12 | Germania (bandiera)    | C     | Heinz Banschewitz     |
| 13 | Messico (bandiera)     | C     | Alfonso Portugal      |
| 13 | Brasile (bandiera)     | D     | José Cetale           |
| 14 | Messico (bandiera)     | P     | Manuel Camacho        |
| 15 | Germania (bandiera)    | C     | Horst Szymaniak       |

| N. |                           | Ruolo | Calciatore         |
| -- | ------------------------- | ----- | ------------------ |
| 16 | Polonia (bandiera)        | D     | Waldemar Kaszubski |
| 17 | Scozia (bandiera)         | A     | Ernie Winchester   |
| 18 | Francia (bandiera)        | D     | Marcel Nowak       |
| 18 | Scozia (bandiera)         | C     | Pat O'Connor       |
| 19 | Polonia (bandiera)        | A     | Hubert Miller      |
| 20 | Irlanda (bandiera)        | A     | Eric Barber        |
|    | Argentina (bandiera)      | P     | José Luis Calvo    |
|    | Argentina (bandiera)      | A     | Eduardo José Curia |
|    | Brasile (bandiera)        | A     | Iris DeBrito       |
|    | Stati Uniti (bandiera)    | D     | Bob Gansler        |
|    | Scozia (bandiera)         | A     | Joe Gilroy         |
|    | Scozia (bandiera)         | C     | John Martis        |
|    | non conosciuta (bandiera) | C     | Scott              |
|    | Messico (bandiera)        | C     | Hector Segura      |
|    | Messico (bandiera)        | ?     | José Segura        |
|    | Argentina (bandiera)      | D     | José María Silvero |